# Marie Toussaint
Marie Toussaint (nascida em 27 de maio de 1987 em Lille) é uma jurista e política francesa eleita membro do Parlamento Europeu em 2019.

## Carreira política
Aos 18 anos, ingressou na política no Grupo dos Verdes/Aliança Livre Europeia e tornou-se co-secretária da Young Ecologists em 2011. Ao mesmo tempo, ela ofereceu-se para a Iniciativa Yasuní-ITT, lançada pelo presidente equatoriano Rafael Correa para a preservação do Parque Nacional Yasuni.
Em 2015, ela fundou a Notre affaire à tous. Esta ONG, que defende o direito à justiça climática, está na origem do "Affaire du siècle" com a Oxfam França, Greenpeace França e Fundação para a Natureza e o Homem. O "Affaire du siècle" é uma campanha pela justiça climática na França em 17 de dezembro de 2018 para processar o estado pela sua inação na luta contra o aquecimento global. A petição associada torna-se a mais assinada na França em menos de uma semana, reunindo 2 milhões de signatários em apenas um mês.

## Membro do Parlamento Europeu, 2019 - presente
Durante as eleições para o Parlamento Europeu de 2019 , Toussaint ocupou o quarto lugar na lista de candidatos do EELV. Desde então, ela tem servido na Comissão da Indústria, Pesquisa e Energia.
Além das atribuições, Toussaint faz parte das delegações do Parlamento para as relações com os Estados Unidos e a Assembleia Parlamentar Euro-Latino-Americana (EuroLat). É também membro do Intergrupo do Parlamento Europeu para os Direitos LGBT e do Intergrupo do Parlamento Europeu para o Bem-estar e Conservação dos Animais.